# 丹绒本格烈
丹绒本格烈是马来西亚柔佛州哥打丁宜县的一座市鎮，毗鄰柔佛河。
此外，該鎮為柔佛的軍事要地和交通樞紐之一，於第二次世界大戰其間曾建有英軍堡壘，現為馬來西亞皇家海軍基地及渡輪碼頭所在地。